# 真夜中のカーボーイ
『真夜中のカーボーイ』（Midnight Cowboy）は、1969年公開のアメリカ映画。製作会社はユナイテッド・アーティスツで、監督はジョン・シュレシンジャー。ジェームズ・レオ・ハーリヒーの同名小説をウォルド・ソルトが脚色。主演はジョン・ヴォイト、ダスティン・ホフマン。第42回アカデミー賞 作品賞受賞作品。また、1994年にアメリカ議会図書館がアメリカ国立フィルム登録簿に新規登録した作品の1つでもある。

## 概要
大都会の孤独に流される2人の男性の生き方を描いたアメリカン・ニューシネマの代表作。1969年に制定された映画のレイティングシステムで「成人映画」に該当しながらアカデミー賞を受賞した唯一の作品である（受賞後に成人指定は解除された）。
本作品の邦題は本来ならば 『真夜中のカウボーイ』 であるが、当時ユナイト映画（ユナイテッド・アーティスツの日本法人）の宣伝部長であった水野晴郎が「都会的な雰囲気を演出したかった（Car＝自動車＝都会の象徴）ことを理由に「カーボーイ」としたものがそのまま邦題となった。しかし、当時の字幕では何故か「カウボーイ」となっている。
アカデミー賞こそ逃したものの、前作『卒業』での優等生役とは一転、ホームレス役を演じたダスティン・ホフマンの演技が称賛された。

## ストーリー
男性的魅力で富と名声を手に入れようと、テキサスからニューヨークに出てきた青年・ジョー（ジョン・ヴォイト）。カウボーイスタイルに身を固めた彼は女を引っ掛けて金を要求するが、逆に金をふんだくられる。女こそ名うての娼婦だったのである。ジョーはスラム街に住むラッツォ（ダスティン・ホフマン）というびっこの小男に出会い、売春の斡旋人を世話してくれるという約束で10ドルを手渡すが、斡旋人は狂信者であった。騙されたと知ったジョーは、ラッツォを捕まえて問い詰めるが、既にラッツォの手には金がない。その代わり、罪滅ぼしにラッツォは、カモ探しに協力する。二人はラッツォのねぐらである廃墟のビルで共同生活を始める。ジョーとラッツォの間に芽生える奇妙な友情。しかし、ラッツォの身は病魔に冒されていた。冬のニューヨークで暖房もない貧苦の生活。ラッツォは温暖なフロリダ移住の夢を語る。ひょんな切っ掛けからジョーのジゴロ稼業がうまくいきそうになるも、ラッツォの病状は次第に悪化する。ジョーはゲイの紳士から強奪した金で、ラッツォとマイアミ行きのバスに乗る。既に身体の自由の利かなくなっていたラッツォは車中で小便を漏らす。ジョーはバスの停車中に二人の新しい衣服を購入して自分のカウボーイ装束とラッツォの汚れた衣服をゴミ箱にぶち込み、フロリダの明るい服装に着替える。しかしラッツォはバスのマイアミ到着を目前に息絶える。

## キャスト
| 役名           | 俳優                   | 日本語吹替 | 日本語吹替 |
| 役名           | 俳優                   | NETテレビ版 | TBS版 |
| -------------- | ---------------------- | --- | --- |
| ジョー         | ジョン・ヴォイト       | 橋本功 | 玄田哲章 |
| ラッツォ       | ダスティン・ホフマン   | 穂積隆信 | 野沢那智 |
| キャス         | シルヴィア・マイルズ   | 北原文枝 | 寺島信子 |
| オダニエル     | ジョン・マクギヴァー   | 富田耕生 | 富田耕生 |
| シャーリー     | ブレンダ・ヴァッカロ   | 鈴木弘子 | 戸田恵子 |
| タウニー       | バーナード・ヒューズ   | 大木民夫 | 大木民夫 |
| サリー         | ルース・ホワイト       | 高村章子 | 高村章子 |
| アニー         | ジェニファー・ソルト   | 火野カチコ | 滝沢久美子 |
| ラルフ         | ジョージ・エッパーセン | | 島香裕 |
| 男子学生       | ボブ・バラバン         | 田中亮一 | 田中亮一 |
| その他         |                        | 由起艶子 鳳芳野 鈴木れい子 伊武雅刀 遠藤晴 飯塚昭三 村松康雄 杉田郁子 花形恵子 国坂伸 緑川稔 麻上洋子 横井光夫 | 近藤多佳子 鈴木れい子 小島敏彦 村松康雄 麻上洋子 平林尚三 滝沢博子 藤城裕士 広瀬正志 牧章子 巴菁子 片岡富枝 郷里大輔 |
| 演出           |                        | 佐藤敏夫 | 佐藤敏夫 |
| 翻訳           |                        | 木原たけし | 木原たけし |
| 選曲           |                        | 東上別符精 | |
| 効果           |                        | TFCグループ | 遠藤堯雄 桜井俊哉 |
| 調整           |                        | 前田仁信 | 小野敦志 |
| 録音           |                        | | TFCスタジオ |
| プロデューサー |                        | | 熊谷国雄（TBS） |
| TFC担当        |                        | | 金子達 |
| 配給           |                        | | MUテレビ・ジャパン                                                                                                   |
| 制作           |                        | 東北新社 | 東北新社 TBS |
| 解説           |                        | 淀川長治 | |
| 初回放送       |                        | 1975年2月9日 『日曜洋画劇場』 21:00-22:55                                                                      | 1983年5月12日 『名作洋画ノーカット10週』                                                                             |

※日本語吹替音声は共にソフト未収録

## スタッフ
- 監督：ジョン・シュレシンジャー
- 製作：ジェローム・ヘルマン（英語版）
- 脚本：ウォルド・ソルト
- 編集：ヒュー・A・ロバートソン
- 撮影：アダム・ホレンダー（英語版）
- 音楽：ジョン・バリー
  - 主題曲「真夜中のカーボーイ」 ハーモニカ演奏：トゥーツ・シールマンス[1]
  - 使用曲：「うわさの男」 歌：ニルソン、作曲：フレッド・ニール
- 美術：ジョン・ロバート・ロイド
- 衣装デザイン：アン・ロス
- 日本語字幕：菊地浩司

## 受賞／ノミネート
第42回アカデミー賞
受賞 - 作品賞／監督賞／脚色賞
ノミネート - 主演男優賞（ホフマン／ヴォイト）／助演女優賞／編集賞
第27回ゴールデングローブ賞
受賞 - 有望若手男優賞（ヴォイト）
ノミネート - ドラマ部門作品賞／監督賞／脚本賞／ドラマ部門主演男優賞（ホフマン／ヴォイト）／助演女優賞
第23回英国アカデミー賞
受賞 - 作品賞／監督賞／脚本賞／主演男優賞／編集賞／新人賞
第19回ベルリン国際映画祭
受賞 - 国際カトリック映画事務局賞（シュレシンジャー）
第35回ニューヨーク映画批評家協会賞
受賞 - 男優賞（ヴォイト）
第4回全米映画批評家協会賞
受賞 - 主演男優賞（ヴォイト）

## エピソード・トリヴィア
- ジョーがマンハッタン行きのバスを下車するシーンで、ヴェトナム帰還兵の乗客役で無名時代のアル・パチーノが出演しているが、上映版ではカットされている。
- 前半部のジョーと娼婦の濡れ場で、テレビ画面に『ウルトラマン』に登場した怪獣・スカイドンが映るシーンがある。『ウルトラマン』本編はカラー作品であるが、本作ではセピア色の映像である。バックの音楽にも『ウルトラマン』主題歌のアウトロが使われている。その後のザッピング画面で、同じく『ウルトラマン』の登場怪獣・ジャミラが一瞬映っている。
- ジョーとラッツォが交差点を渡るところへタクシーが突っ込み、危うく轢かれそうになったラッツォが「I'm walking here!」と怒鳴るシーンは、エキストラなしで撮影しており、まったくのアドリブだったが、このセリフはアメリカ映画の名セリフベスト100に選定されている。
- ジョーがアンディ・ウォーホル主催のパーティーに参加するシーンでは、アンディ本人も実際に出演する予定もあったが、撮影日当日に起きた狙撃事件のため実現しなかった[2]。
- 当初はボブ・ディランにテーマ曲のオファーをしていたが間に合わなかったため、ニルソンが歌う『うわさの男』が使用されている。
- ジョー役のキャスティングにはテレビドラマ『バークレー牧場』（ABC）に出演していたリー・メジャースが予定されていたが、同作が好評のため追加撮影となってスケジュールが合わなくなり、次にマイケル・サラザンにオファーしたが、ギャラ交渉で揉めたために、ジョン・ヴォイトに決定した経緯がある。また、ラッツォ役には最初、ロバート・ブレイクにオファーが来たが、辞退している。
- 筋肉少女帯の楽曲『サボテンとバントライン』に、主人公の少年が爆弾を仕掛けた「街の大きなムービーシアター」で上演されていた作品として本作の名前が出てくる。
- TBSラジオの深夜番組『爆笑問題カーボーイ』は、爆笑問題・太田光がこの映画を好きだったことから名付けられている。